# Kossi Noutsoudje
Kossi Miwodeka Noutsoudje (né le 16 octobre 1977 au Togo) est un joueur de football international togolais, qui évoluait au poste d'attaquant.

## Biographie

### Carrière en sélection
Avec l'équipe du Togo, il joue entre 1996 et 2002. 
Il figure dans le groupe des sélectionnés lors des Coupes d'Afrique des nations de 1998 et de 2002, où son équipe est éliminée à chaque fois au premier tour.
Il joue également 10 matchs comptant pour les tours préliminaires de la coupe du monde, lors des éditions 1998 et 2002.

## Palmarès
| Ashanti Gold - Ligue des champions : - Finaliste : 1997. |  | ASEC Mimosas - Championnat de Côte d'Ivoire (2) : - Champion : 2000 et 2001. - Vice-champion : 1999. - Coupe de Côte d'Ivoire (1) : - Vainqueur : 1999. - Finaliste : 2000. - Super Coupe Félix Houphouët-Boigny (1) : - Vainqueur : 1999. |  | ASFA Yennega - Championnat du Burkina Faso (1) : - Champion : 2006. - Supercoupe du Burkina Faso : - Finaliste : 2006. |